# De Groffschmitt
De Groffschmitt ist ein überliefertes niederdeutsches Volkslied.

## Geschichte
Dieses Volkslied gibt es in vielen Versionen, mit verschiedenen anderen Titeln wie z. B. De Grofschmed, En Groffschmitt seet in gode Roh, Der Grobschmied und sein Sohn, En Gruoffschmiett.
Die Verbreitung erstreckt sich bis in den westfälischen Sprachraum und findet sich z. B. im vom Westfälischen Heimatbund herausgegebenen Band Plattdeutsche Lieder aus Westfalen (Näheres zu dem Band unter „Literatur“).
Das Lied wurde unter anderem von Hannes Wader eingespielt, dessen Version Kiel als Studienort des Sohns verortet.

## De Grofschmed(von 1843)
De Grofschmed (von 1843):

## Der Grobschmied und sein Sohnaus Münster um 1880
Der Grobschmied und sein Sohn aus Münster um 1880: